# Édouard Vermeulen
Pour les articles homonymes, voir Vermeulen.
Le baron Édouard Vermeulen (né à Ypres le 4 mars 1957) est un créateur de mode belge qui possède sa propre maison de couture, Natan.

## Biographie
Édouard Vermeulen, né le 4 mars 1957 à Ypres en Belgique, est le fils de Charles Vermeulen, brasseur et propriétaire dans l'Horeca. Son ancêtre, Polydor Vermeulen, a fondé la brasserie Vermeulen à Ypres en 1836. La brasserie était réputée pour sa bière blonde Ypra.
Édouard Vermeulen fait des études secondaires à l'Athénée royal d'Ypres avant de se lancer dans des études artistiques à l'École supérieure des arts Saint-Luc à Bruxelles où il a obtenu un diplôme d'architecture d'intérieur.

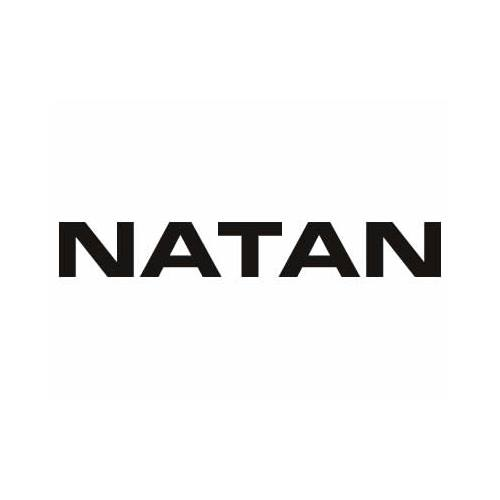
Logo de la Maison Natan.

Au début des années 1980, il présente ses premières créations de design et de décoration au rez-de-chaussée d’un hôtel de maître de l’Avenue Louise. À l’étage de cet immeuble, la maison de mode Natan, qui existe depuis les années 1930, distribue alors ses propres collections. En 1983, lorsque Paul Natan se retire, Édouard Vemeulen reprend les activités de couture de cette société en conservant le nom de « Natan » et en assure la direction artistique. À partir de sa première collection en 1984, il dessine ses modèles en créant son propre style basé sur le classicisme et l'élégance de la femme. Ses activités s'étendent et il ouvre des boutiques entre autres en Allemagne, en France et aux Pays-Bas. En Belgique, il dispose de magasins à Bruxelles, Gand, Anvers, Knokke et Roulers.
Édouard Vermeulen habille de nombreuses personnalités faisant partie de familles royales ce qui lui assure une grande notoriété auprès du public. Parmi celles-ci, la reine Paola de Belgique, la reine Mathilde de Belgique et la reine Máxima des Pays-Bas. Les robes de mariage de Mathilde, de la princesse Laurentien des Pays-Bas et princesse Claire de Belgique ont été réalisées par ses soins. Depuis l'an 2000, la société Natan est l'un des « Fournisseurs brevetés de la Cour de Belgique » auquel le roi Philippe Ier de Belgique souhaite témoigner sa confiance.
En juillet 2023, renouant avec la tradition familiale, il s'associe à Omer Jean Vander Ghinste, son cousin, et fait renaître la brasserie Vermeulen qui brasse la bière Ypra. Il intervient également dans l'identité visuelle de la marque.
En août 2024, il dévoile sa collection automne-hiver 2024-2025 à l’hôtel de La Marck, résidence de l’ambassadeur de Belgique à Paris et, en octobre 2024, il participe comme personnalité belge à la visite et au dîner d’État du roi Philippe et de la reine Mathilde à Paris.

## Distinctions
- Édouard Vermeulen est fait baron à titre personnel par le roi Philippe Ier en 2017[7]
- Officier de l'ordre de Léopold II en 2023.